# Husevågøy
Husevågøy er en ø i Vågsøy kommune i Vestland fylke i Norge. Øen ligger yderst i Nordfjord, mellem Bremangerlandet og Vågsøya. Der er færgeforbindelse med Måløy. Arealet er 9,3 km². Den største landsby på øen er Husevåg med ca. 30 indbyggere.
Fra gammel tid var der en enkel bygdevej gennem selve bebyggelsen Husevåg. I 1975  byggede man  veje Ramsevik-Tytingvåg-Krabbestig. I 1989 blev der bygget vej over fjeldet fra Husevåg til Ramsevik. Tanken var at føre vejen  frem til færgen  ved Våganeset, men denne sidste stykke kom ikke før i 1992.

## Fotogalleri
- Husevåg
- Husevåg
- Hamna i Husevåg
- Fiskebåde i havnen i Husevåg
- Havnen i Husevåg
- Havnen i Husevåg
- Bebyggelse i Husevåg
- Søhus i Vågen
- Husevåg
- Hovdenæsset
- Solnedgang i Husevåg
- Søhus i Vågen i Husevåg
- Udsigt fra Blåfjellet mod Rønelden
- Helleristninger i Færeldemyra under Krabbestigen
- Trollhola